# Список бронетехники Италии Второй мировой войны

В список вошла бронетехника Италии произведённая не только в период Второй мировой войны (1939—1945), но и в предвоенное время, которая использовалась на ранней стадии войны и в заграничных кампаниях Королевской итальянской армии предвоенного времени. Опытные и не пошедшие в серийное производство образцы не вошли в список. Практически вся бронетехника Италии межвоенного периода и периода Второй мировой войны была разработана и выпускалась серийно или опытными партиями двумя компаниями — «Фиат» и «Ансальдо», работавшими как крупный машиностроительный консорциум, в котором «Фиат» отвечала за конструкцию, моторно-трансмиссионную группу и ходовые качества проектируемой военной техники, «Ансальдо» обеспечивала её бронирование и вооружение.

## Танкетка
| Тип                 | Изображение | Принят на вооружение | Количество выпущенных, шт. | Примечания |
| ------------------- | ----------- | -------------------- | -------------------------- | --- |
| Carro CV3/33 CV3/35 |             | 1935                 | от 2 000 до 2 500          | Использовалась итальянскими и немецкими войсками на театрах военных действий в Северной Африке, на Балканах, в Италии и СССР. |

## Лёгкий танк
| Тип       | Изображение | Принят на вооружение | Количество выпущенных, шт. | Примечания |
| --------- | ----------- | -------------------- | -------------------------- | --- |
| Фиат 3000 |             | 1921                 | 152                        | Итальянцы использовали их в Абиссинии, Ливии и даже в самой Италии. В последний раз «Фиаты 3000» принимали участие в боевых действиях в ходе высадки союзных войск на Сицилии.                                                                   |
| L6/40     |             | 1939                 | 283                        | В боевые части танк начал поступать только в середине 1942 года, но активно использовался на всех фронтах, где вели бой итальянские войска. В том числе небольшое количество и в СССР, где все они были потеряны в ходе Сталинградской операции. |

## Средний танк*
| Тип    | Изображение | Принят на вооружение | Количество выпущенных, шт. | Примечания |
| ------ | ----------- | -------------------- | -------------------------- | --- |
| M11/39 |             | 1939                 | ок. 100                    | «M11/39» являлся дальнейшим развитием английского танка викерс 6-тонный, от которого он унаследовал конструкцию ходовой части. Большинство танков было потеряно уже к 1941 году, став в том числе и трофеями для британцев. Последний раз несколько единиц применялось в Италии примерно осенью 1943 года. |
| M13/40 |             | 1940                 | 799                        | Стал самым массовым итальянским танком Второй мировой, за время серийного производства в 1940—1942 годах было произведено 799 машин. |
| M14/41 |             | 1941                 | 752                        | «M14/41» был слегка усовершенствованным вариантом танка «Fiat M13/40». |
| M15/42 |             | 1943                 | 128                        | «M15/42» был усовершенствованным вариантом танков «Fiat M13/40» и «M14/41». |

 * - Средние танки по национальной итальянской классификации, но по массе фактически лёгкие.

## Тяжелый танк*
| Тип    | Изображение | Принят на вооружение | Количество выпущенных, шт. | Примечания |
| ------ | ----------- | -------------------- | -------------------------- | --- |
| P26/40 |             | 1943                 | 105                        | Несмотря на то, что работа над танком началась в 1940 году, первый прототип был готов к испытаниям только в 1942 году. Такая задержка была вызвана изменением вооружения, а также трудностями с поиском подходящего двигателя. |

 * - Тяжёлый танк по национальной итальянской классификации, но по массе фактически средний.

## Бронеавтомобиль
| Тип                 | Изображение | Принят на вооружение | Количество выпущенных, шт. | Примечания |
| ------------------- | ----------- | -------------------- | -------------------------- | --- |
| Lancia IZ/IZM       |             | 1916                 | 130                        | Воевали в Первую мировую войну, в Ливии в 20-х, Эфиопии и Испании в 30-х. Последние экземпляры принимали участие в обороне греческих островов осенью 1943 года.                                                                      |
| Fiat 611 autoblindo |             | 1934                 | 10                         | Принимали участие в Итало-эфиопской войне 1935‒1936 годов. А также во время Второй мировой войны в Итальянской Восточной Африке, до мая 1941 года.                                                                                   |
| Autoblinda 40/41    |             | 1939                 | 24+550                     | Одна из основных итальянских бронемашин Второй мировой войны, «Аутоблинда-41» принимала участие в боях в Западной пустыне и в Тунисе. «Аутоблинда-40» была первым вариантом вооружённая только пулемётами, для колониальной полиции. |
| Autoblinda 43       |             | 1943                 | 79                         | Был разработан в 1943 году как улучшенная версия бронеавтомобиля «Autoblinda 40/41», получив улучшенные корпус и башню и более мощное вооружение.                                                                                    |

## Бронетранспортер
| Тип                      | Изображение | Принят на вооружение | Количество выпущенных, шт. | Примечания                                                                          |
| ------------------------ | ----------- | -------------------- | -------------------------- | ----------------------------------------------------------------------------------- |
| Autoprotetto S37         |             | 1942                 | 150                        | Бронетранспортёр на основе армейского грузового автомобиля с колёсной формулой 4Х4  |
| FIAT 665NM «Scudato»     |             | 1942                 | 110                        | Бронетранспортёр на основе армейского грузового автомобиля с колёсной формулой 4х4. |
| SPA Dovunque 35 protetto |             | 1941                 | 1 прототип + 5 серийных    | Бронетранспортер на основе армейского грузового автомобиля с колёсной формулой 6Х4  |

## Самоходная артиллерийская установка
| Тип                 | Изображение | Принят на вооружение | Количество выпущенных, шт. | Примечания |
| ------------------- | ----------- | -------------------- | -------------------------- | --- |
| Semovente da 90/53  |             | 1941                 | 30                         | Установка создана в 1941 году на базе среднего танка M14/41. Но фактически была впервые применена в июле 1943 года в ходе высадки союзников на Сицилии. |
| Semovente da 75/18  |             | 1941                 | 765                        | Использовалась итальянскими и немецкими войсками на театрах военных действий в Северной Африке, на Балканах и в Италии. Оценивается как удачное использование базы безнадёжно устаревшего танка. |
| Semovente da 75/34  |             | 1942                 | 190                        | Итальянское штурмовое орудие времён Второй мировой войны на шасси среднего танка M15/42, вооружённое 75-мм пушкой L34 в полностью бронированной рубке. Поступать в войска начало лишь в 1943 году. Ограниченно применялось в 1943‒1945 годах.                                                                 |
| Semovente da 47/32  |             | 1942                 | ок. 300                    | За время серийного производства в 1942‒1943 годах, выпущено около 180 единиц, также 120 машин было изготовлено в 1943‒1944 годах по германскому заказу (после капитуляции Италии). Применялось с весны 1942 года в Северной Африке, на Балканах и в СССР. В СССР все потеряны в ходе Сталинградской операции. |
| Semovente da 105/25 |             | 1943                 | 90                         | Истребитель танков. |